# Toronto Metropolitan University

Logotyp.

Toronto Metropolitan University är ett offentligt forskningsuniversitet i Toronto, Ontario, Kanada. Dess campus i Garden District omger Yonge-Dundas torg, beläget vid en av de mest trafikerade korsningarna i centrala Toronto. 
Universitetet har haft flera namn genom åren: Ryerson Institute of Technology (1948–1966), Ryerson Polytechnical Institute (1966–1993), Ryerson Polytechnic University (1993–2001) och Ryerson University (2001-2022). Det nuvarande namnet blev officiellt i april 2022.
Lärosätet placerade sig på plats 801-1000 2020 i QS Universitetsvärldsrankning över världens bästa universitet. Samma år bytte dess idrottslag namn från 
Ryerson Rams till TMU Bold.

## Referenser

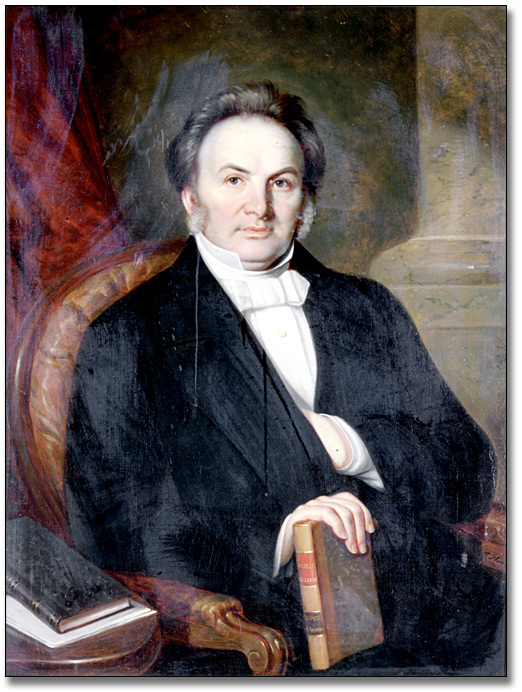
Egerton Ryerson (1803-1882)